# Paracalicha
Paracalicha is een geslacht van vlinders van de familie spanners (Geometridae), uit de onderfamilie Ennominae.

## Soorten
- P. hoenei Sato, 1992
- P. olivacearia Leech, 1897
- P. prasinaria Sato, 1992
- P. psittacata Bastelberger, 1909